# NGC 6136
NGC 6136 ist eine 14,8 mag helle Spiralgalaxie vom Hubble-Typ Sc im Sternbild Drache am Nordsternhimmel. Sie ist schätzungsweise 427 Millionen Lichtjahre von der Milchstraße entfernt und hat einen Durchmesser von etwa 115.000 Lj.
Im selben Himmelsareal befindet sich u. a. die Galaxie NGC 6143.
Das Objekt wurde am 6. Juli 1886 von Lewis A. Swift entdeckt.